# ラモン・デル・バリェ＝インクラン

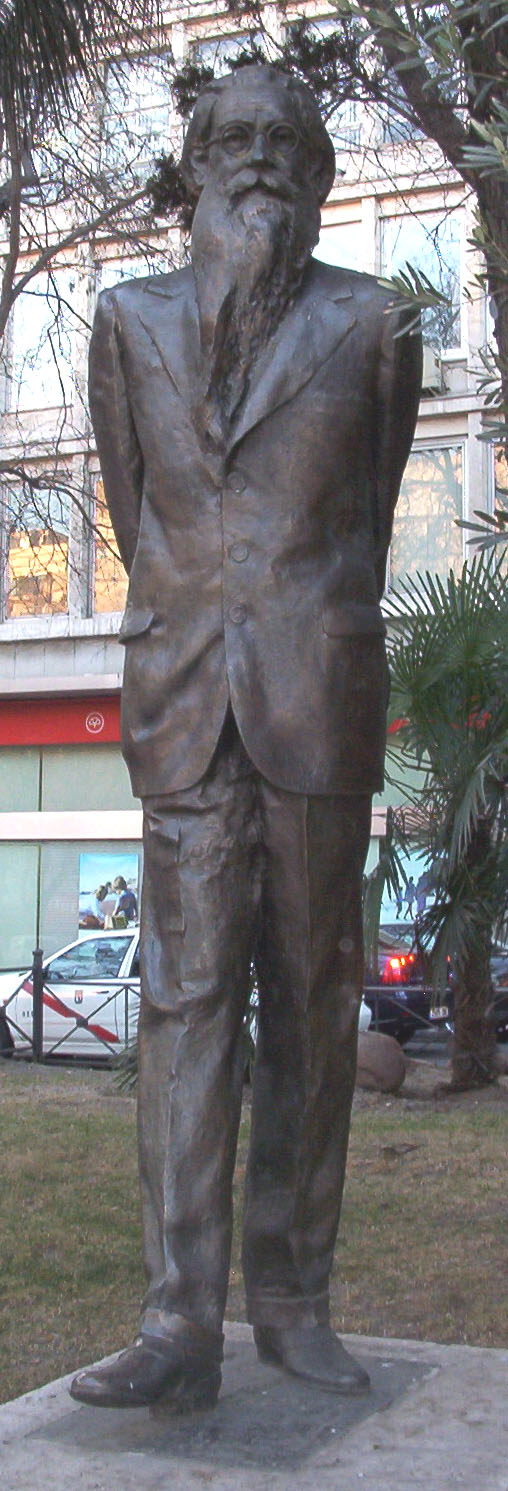
ラモン・デル・バリェ＝インクラン

ラモン・デル・バリェ＝インクラン（Ramón María del Valle-Inclán y de la Peña 1866年10月28日 - 1936年1月5日）は、スペインの劇作家、小説家、詩人。

## 経歴
スペインのガリシアのビラノーバ・デ・アロウサで生まれた。父親は著作家であり、両親共に貴族の家出身だった。
ガリシアにあるサンティアゴ・デ・コンポステーラ大学で法を学ぶ。メキシコに滞在したあとキューバやガリシアを経てマドリードに移った。ポルトガルの小説家エッサ・デ・ケイロスやフランスの小説家ジュール・バルベー・ドールヴィイの作品を翻訳した。1899年にマドリードを訪れていたニカラグアの詩人ルベン・ダリオと出会い親交を結び、またダリオの作品にも感化された。1907年に舞台女優ホセフィーナ・ブランコと結婚した。
モデルニスモやフランス象徴主義の影響を受けた作品を多く発表した。とくに1902年から1905年にかけて発表された四季シリーズである四部作の『ソナタ』が知られている。他の作品には『ロサリート』、『ベアトリス』、『神秘について』、『わが姉アントニア』などがある。また1926年には小説『独裁者ティラノ・バンデラス』を発表して絶賛された。
1936年にガリシアのサンティアゴ・デ・コンポステーラで死去した。
バリェ＝インクラン舞台賞、バリェ＝インクラン劇場は彼の名に因む。

## 邦訳
- 『春のソナタ』、吉田彩子訳、西和書林 1986年
- 『夏のソナタ』、吉田彩子訳、西和書林 1986年
- 『秋のソナタ』、吉田彩子訳、西和書林 1987年
- 『冬のソナタ』、吉田彩子訳、西和書林 1988年
- 『独裁者ティラノ・バンデラス 灼熱の地の小説』、大楠栄三訳、幻戯書房〈ルリユール叢書〉、2020年
- 『暗い庭: 聖人と亡霊、魔物と盗賊の物語』、花方寿行訳、国書刊行会 2023年